# Bertie Gilbert
Bertie William Gilbert (Londra, 1º maggio 1997) è un regista e attore britannico.

## Biografia
Gilbert è conosciuto principalmente per il ruolo di Scorpius Malfoy, figlio di Draco Malfoy, nell'ottavo film di Harry Potter, Harry Potter e i Doni della Morte - Parte 2. Inoltre, è apparso in televisione nella serie televisiva Horrible Histories (2009). Tra i vari ruoli ha interpretato quello di Fleance in Macbeth (2010).
Egli è ben noto per essere apparso sul suo canale YouTube, BertieB, che ha più di 300,000 followers. È anche apparso in molti altri canali di YouTube conosciuti come BertieBertGpart2, TumbleweedPRD, con tre dei suoi amici (Roy Arvatz, Harrison Webb & Dom Herman-Day), 5girlyguys e dicasp. Egli è apparso regolarmente in vlog formato commedia, con oltre 100.000 iscritti. A partire dal dicembre 2012, ha quasi 9 milioni di visualizzazioni.
Gilbert ha recitato il ruolo del "The Boy" nel poema di Robert Browning, Pied Piper of Hamelin, nella versione della BBC radio 4.
È nato a Londra, Regno Unito. Suo padre, Christopher Gilbert (morto 21 settembre 2004), è stato un giornalista della stampa per i viaggi e la madre, Melinda Libby, è un membro conservatore del parlamento. Gilbert ha una sorella maggiore, Genevieve. Gilbert attualmente frequenta l'ultimo anno di scuola secondaria alla Sylvia Young Theatre School insieme a Roy Arvatz, Dom Herman-Day & Harrison Webb.
A fine 2013 Gilbert diffonde in rete il suo primo cortometraggio diretto interamente da se stesso "Scompared to the previous vlog shared on his own YouTube channel now has about 300,000" membri rispetto ai precedenti vlog condivisi sul suo stesso canale Youtube che ora conta circa 400.000 iscritti.

## Filmografia e Televisione
| Year | Titolo                                      | Ruolo           | Note    |                   |
| ---- | ------------------------------------------- | --------------- | ------- | ----------------- |
| 2009 | Horrible Histories                          | Vari Ruoli      | Tv      |                   |
| 2010 | Macbeth                                     | Fleance         | Tv      |                   |
| 2011 | Harry Potter e i Doni della Morte - Parte 2 | Scorpius Malfoy | Epiloge |                   |
| 2013 | Stray Dog                                   | Milo            | YouTube | Attore, Direttore |
| 2014 | The 56 year old boy                         | Patrick         | YouTube | Attore, Direttore |
| 2014 | Tick Where It Hurts                         | Guy             | YouTube | Attore, Direttore |
| 2014 | Grey Area                                   | Sé stesso       | YouTube | Attore, Direttore |
| 2014 | Killed The Cat                              | John            | YouTube | Attore, Direttore |
| 2015 | Rocks That Bleed                            | Sidney          | YouTube | Attore, Direttore |
| 2015 | Blue Sushi                                  | Sé stesso       | YouTube | Attore, Direttore |